# Mario Santagostini
Mario Santagostini (Milano, 13 marzo 1951) è un poeta e traduttore italiano.

## Biografia
Mario Santagostini è nato a Milano, dove vive e lavora, nel 1951.
A partire dal suo esordio, appena ventenne, con le liriche di Uscire di città, ha pubblicato numerose raccolte poetiche, saggi di critica letteraria e curato antologie di poeti illustri.
Traduttore dal tedesco (Goethe, Kleist, Chamisso) e dal latino, suoi interventi sono apparsi nel settore culturale di alcuni quotidiani e di riviste come Il Giornale, Nuovi Argomenti e Poesia.
Nel 2014 ha vinto il Premio Città di Como con la raccolta Felicità senza soggetto.
Nel 2023 ha vinto il Premio Cetonaverde Poesia.

## Opere

### Poesia

#### Raccolte poetiche
- Uscire di città, Milano, S. Ghisoni, 1972; nuova ed. Azzate, Stampa 2009, 2012. ISBN 978-88-8336-029-9.
- Come rosata linea, Milano, Società di poesia, 1981.
- L'olimpiade del '40, Milano, Mondadori, 1994. ISBN 88-04-37946-4.
- Nuove poesie, Varese, NEM, 1999. ISBN 88-87559-02-3.
- L'idea del bene, Parma, Guanda, 2001. ISBN 88-8246-299-4.
- La vita, Faloppio, Lietocolle, 2004. ISBN 978-88-7848-013-1.
- Versi del malanimo, Milano, Mondadori, 2007. ISBN 978-88-04-57106-3.
- A., Faloppio, LietoColle, 2010. ISBN 978-88-7848-552-5.
- Il vento, ma inteso come forma di vita, Milano, Quaderni di Orfeo, 2011.
- Felicità senza soggetto, Milano, Mondadori, 2014. ISBN 978-88-04-63856-8.
- Kafka in Palestina, nel 1931, Azzate, Stampa, 2016. ISBN 978-88-8336-310-8.
- Il libro della lettera arrivata, e mai partita, Milano, Garzanti, 2022. ISBN 9788811003441.

#### Antologie
- AA. VV., Quaderni della fenice, n. 36, Parma, Guanda, 1978.

### Prosa

#### Saggi
- Il manuale del poeta, Milano, Mondadori, 1988. ISBN 88-04-31487-7.
- I simbolisti tedeschi, Roma, Fazi, 1996. ISBN 88-8112-025-9.

### Curatele
- Emilio Tadini, Città italiane, Milano, Fabbri, 1988.
- Giorgio Caproni, Poesie, Milano, TEA, 1996. ISBN 88-7818-105-6.
- Mario Luzi, Poesie, Milano, TEA, 1997. ISBN 88-7818-108-0.
- AA. VV., I poeti di vent'anni, Brunello, Stampa, 2000. ISBN 88-8336-003-6.

## Riconoscimenti
- 1994 – Premio San Pellegrino, per L'olimpiade del '40
- 2008 – Premio Pro Valtellina Renzo Sertoli Salis, per Versi del malanimo[9]
- 2014 – Premio Internazionale di Letteratura Città di Como, per Felicità senza soggetto[7]
- 2023 – Premio Cetonaverde Poesia, sezione "Poeta Italiano"[8]